# Rivière des Lacs
Rivière des Lacs är ett vattendrag i Kanada.   Det ligger i provinsen Québec, i den sydöstra delen av landet, 300 km nordväst om huvudstaden Ottawa. Rivière des Lacs ligger vid sjön Lac Moran.
I omgivningarna runt Rivière des Lacs växer i huvudsak blandskog. Trakten runt Rivière des Lacs är nära nog obefolkad, med mindre än två invånare per kvadratkilometer.